# Tào Hùng
Tào Hùng (chữ Hán: 曹 熊; 193 – 223) là con trai của Tào Tháo, mẹ là Biện phu nhân, ông là người nhỏ tuổi nhất trong 4 anh em cùng mẹ là Tào Phi, Tào Chương và Tào Thực.
Tư liệu về cuộc đời của ông không nhiều, chỉ biết ông qua đời khi còn trẻ. Tào Phi sau khi soán ngôi nhà Hán đã truy phong cho ông tước hiệu Tiêu Hoài công (蕭懷公). Đến thời Ngụy Minh đế Tào Duệ, ông được truy phong tước Tiêu Hoài vương (蕭懷王)
Năm 234, con trai Tào Bính (曹炳) được thế tập tước Tiêu vương, ăn lộc 2500 hộ. Tào Bính chết 6 năm sau, đất phong bị bãi bỏ vì không có con nối dõi, thụy hiệu là Ai vương (哀王)

## TrongTam Quốc diễn nghĩa
Tào Hùng đã được đề cập ngắn gọn trong tác phẩm La Quán Trung. Trong năm 220, khi Tào Tháo qua đời, Tào Phi kế vị yêu cầu các em về dự tang cha, Tào Hùng từ chối đi đến Lạc Dương để tham dự tang lễ của cha mình (thực chất do Tào Phi tạo ra để nắm lấy binh quyền của Hùng). Nghe theo lời thuộc hạ, Tào Phi viết tối hậu thư đe dọa tính mạng Tào Hùng nhưng sứ giả đưa thư cho Hùng về báo rằng ông đã treo cổ tự vẫn 

## Gia đình
- Cha: Tào Tháo (chữ Hán: 曹操; 155 – 220); tự là Mạnh Đức (孟德)
- Mẹ: Biện phu nhân (chữ Hán: 卞夫人; tháng 1 năm 160 – 9 tháng 7 năm 230) hay Vũ Tuyên hoàng hậu (武宣皇后)
- Anh trai:
  - Tào Phi (chữ Hán: 曹丕, 187 – 29 tháng 6 năm 226) chính thức được gọi là Tào Ngụy Văn Đế (曹魏文帝), tên tự Tử Hoàn (子桓)
  - Tào Chương (chữ Hán: 曹彰; ?-223); tự là Tử Văn (子文)
  - Tào Thực (曹植, 192-232) tự là Tử Kiến (子建)
- Con: 
  - Tào Bính (chữ hán 曹炳), được thế tập tước Tiêu vương, thụy hiệu Tiêu Ai vương (蕭哀王)